# 塔什艾日克镇
塔什艾日克乡，是中华人民共和国新疆维吾尔自治区阿克苏地区新和县下辖的一个乡镇级行政单位。

## 行政区划
塔什艾日克乡下辖以下地区：
吐格曼贝希村、阔什艾日克村、阔台曼村、若先巴格村、乔勒番巴格村、尕孜买里村、阿特贝希墩村、塔什艾日克村、博斯坦村、诺尔巴什拉木村、阔纳博孜村、阿恰墩村、阿热吐格曼村、库木什鲁克艾日克村、英阿瓦提村和乡农场村。